# قانون لنفسها
قانون لنفسها هو فيلم درامي أمريكي صامت عام 1918 من إخراج والاس ورسلي وبطولة لويز جلوم وسام دي جراس وجوزيف جيه داولينج . 

## الطاقم
- لويز جلوم في دور ألويت ديلارمي
- سام دي جراس في دور كورت فون كلاسنر
- جوزيف جيه داولينج في دور LeSieur Juste DeLarme
- إدوارد كوكسن في دور برتراند بوبيان
- إيرين ريتش في دور ستيفاني
- إلفيرا ويل في دور فلوريت ديرمونفيل
- روي ليدلو في دور فريتز فون كلاسنر
- بورويل هامريك في دور برتراند فون كلاسنر في سن العاشرة
- جورج هاكاثورن في دور برتراند فون كلاسنر في سن العشرين
- بيجي شيفر في دور بيرثا فون كلاسنر
- جيس هيرينج في دور الخادمة القديمة

## الحفظ
- نسخة محفوظة لدى UCLA Film and Television. [2] [3]

## فهرس
- كونيلي، روبرت ب. الصمت: الأفلام الروائية الصامتة، 1910-1936، المجلد 40، العدد 2 . مطبعة ديسمبر، 1998.

## روابط خارجية
- قانون لنفسها  في قاعدة بيانات الأفلام على الإنترنت (بالإنجليزية)